# Менлі (Айова)
Менлі (англ. Manly) — місто (англ. city) в США, в окрузі Ворт штату Айова. Населення — 1256 осіб (2020).

## Географія
Менлі розташоване за координатами 43°17′17″ пн. ш. 93°12′4″ зх. д. / 43.28806° пн. ш. 93.20111° зх. д. (43.288070, -93.200975).  За даними Бюро перепису населення США в 2010 році місто мало площу 3,80 км², уся площа — суходіл.

## Демографія
Згідно з переписом 2010 року, у місті мешкали 1323 особи в 534 домогосподарствах у складі 350 родин. Густота населення становила 348 осіб/км².  Було 601 помешкання (158/км²).
Расовий склад населення:
| - 97,7 % — білих - 0,5 % — чорних або афроамериканців - 0,3 % — азіатів - 0,2 % — корінних американців |

До двох чи більше рас належало 1,0 %. Частка іспаномовних становила 2,5 % від усіх жителів.
За віковим діапазоном населення розподілялося таким чином: 27,0 % — особи молодші 18 років, 54,0 % — особи у віці 18—64 років, 19,0 % — особи у віці 65 років та старші. Медіана віку мешканця становила 39,3 року. На 100 осіб жіночої статі у місті припадало 89,8 чоловіків;  на 100 жінок у віці від 18 років та старших — 88,7 чоловіків також старших 18 років.
Середній дохід на одне домашнє господарство  становив 51 382 долари США (медіана — 42 434), а середній дохід на одну сім'ю — 57 737 доларів (медіана — 57 000). Медіана доходів становила 42 045 доларів для чоловіків та 27 411 долар для жінок. За межею бідності перебувало 16,0 % осіб, у тому числі 19,4 % дітей у віці до 18 років та 15,6 % осіб у віці 65 років та старших.
Цивільне працевлаштоване населення становило 701 осіб. Основні галузі зайнятості: освіта, охорона здоров'я та соціальна допомога — 21,7 %, роздрібна торгівля — 21,0 %, виробництво — 16,4 %.